# Burkhard Driest
Burkhard Driest (ur. 28 kwietnia 1939 w Szczecinie, zm. 28 lutego 2020 w Berlinie) – niemiecki aktor teatralny, filmowy i telewizyjny, reżyser i scenarzysta.

## Kariera
Został skazany na pięć lat więzienia za napad na bank, ale został zwolniony po trzech latach i pracował w różnych zawodach. W 1974 opublikował swoją pierwszą powieść Brutalizacja Franza Bluma, która miała silne cechy autobiograficzne. 
Fabuła filmu Brutalizacja Franza Bluma (Die Verrohung des Franz Blum) z jego udziałem i Jürgena Prochnowa opierała się na jego życiu, został uwięziony za napad na bank i napisał scenariusz w więzieniu. Jego występ w talk show, w którym aktorka Romy Schneider flirtowała z nim publicznie, nie znając go wcześniej, stał się historią niemieckiej telewizji (1974). 
Wysoki (193 cm wzrostu), o kwadratowych ramionach i szorstkiej twarzy sportowca, sprawiał niemal wrażenie Neandertalczyka i był predestynowany do ról kryminalistów lub gangsterów. Od 1982 do 1991 roku mieszkał w Los Angeles. Napisał libretto do musicalu Falco meets Amadeus (2000).
Miał dwoje dzieci, syna Juliana i córkę Johannę  (ur. 10 lutego 1990 w Miami). Zajął się malarstwem, mieszkał przez pewien czas w Dublinie, a także na Ibizie i Berlinie.
Zmarł 28 lutego 2020 w Berlinie po długiej chorobie w wieku 80 lat.

## Wybrana filmografia

### filmy fabularne
- 1974: Brutalizacja Franza Bluma (Die Verrohung des Franz Blum) jako Walter 'Tiger' Kuul
- 1974: Zündschnüre (TV) jako Arthur Bidulski
- 1977: Stroszek jako Zuhälter
- 1977: Żelazny Krzyż (Steiner – Das Eiserne Kreuz) jako SS-Schütze Maag
- 1982: Querelle jako Mario
- 1980: Endstation Freiheit jako Nick Dellmann
- 1983: Die wilden Fünfziger jako major Assimov
- 1984: Der Havarist jako Sterling Hayden
- 1992: Terrorysta demokrata (Den demokratiske terroristen) jako Horst Ludwig Hahn
- 1995: Ex (TV) jako pastor
- 2003: Hamlet_X jako obserwator
- 2011: Toni Costa: Kommissar auf Ibiza - Der rote Regen jako Kubańczyk

### seriale TV
- 1980: Tatort: Schußfahrt jako Herbert Rull
- 1987: Derrick jako Arthur Dribald
- 1999: Tatort: Tödliches Labyrinth jako Walter Rudloff
- 2002: Tatort: Der Passagier jako Manfred Dernedde
- 2009: Strażnik pierścienia (Lasko – Die Faust Gottes) jako Opat Patrizius